# Contea di Steele (Minnesota)
La contea di Steele in inglese Steele County è una contea dello Stato del Minnesota, negli Stati Uniti. La popolazione al censimento del 2000 era di 33 680 abitanti. Il capoluogo di contea è Owatonna